# دریاچه پیائوزرو
دریاچه پیائوزرو (انگلیسی: Lake Pyaozero) یک دریاچه در جمهوری کارلیای کشور روسیه است.